# Eustenancistrocerus khuzestanicus
Eustenancistrocerus khuzestanicus är en stekelart som beskrevs av Giordani Soika 1970. Eustenancistrocerus khuzestanicus ingår i släktet Eustenancistrocerus och familjen Eumenidae. Inga underarter finns listade i Catalogue of Life.